# إبروتيدين
إبروتيدين (بالإنجليزية: Ebrotidine) هو أحد مضاد مستقبلات الهستامين 2 مع وظيفة وقائية للجهاز الهضمي ضد تلف الغشاء المخاطي المعدي الناجم عن الإيثانول أو الأسبرين.  الخصائص المضادة للإفراز للإيبروتيدين مماثلة لتلك الخاصة بالرانيتيدين، وأكثر 10 أضعاف من السيميتيدين. يحتوي الإيبروتيدين على نشاط مضاد لجرثومة المعدة عن طريق تثبيط إنزيم اليورياز وأنشطة البكتيريا المحللة للبلغم والمحللة للبروتين تم سحب الإبروتيدين من السوق بسبب السمية الكبدية.
لقد ثبت أن الإيبروتيدين فعال مثل الرانيتيدين لعلاج قرحة المعدة أو الإثني عشر أو التهاب المريء الارتجاعي التآكلي، مع معدلات شفاء أفضل للقرحة في أولئك الذين يدخنون. 